# Pseudo-random bit stream
Die Pseudorandom Binary Sequence (PRBS) ist ein binäres Signal, welches das Spektrum von weißem Rauschen approximiert und durch einen deterministischen Zufallsgenerator erzeugt wird.
Das Signal einer Pseudorandom Binary Sequence kann (typischerweise) die Werte +1 und −1 annehmen. Es wird alternativ zum weißen Rauschen verwendet. Vorteilhaft ist hierbei die Reproduzierbarkeit des Signals. Es wird in der Nachrichtentechnik für Codemultiplexverfahren, Bandspreizung, Verschlüsselung und Überprüfung von Übertragungskanälen verwendet und in der Regelungstechnik zur Analyse der Impulsantwort mittels Maximum Length Sequence.
Eine PRBS lässt sich mit einem linear rückgekoppelten Schieberegister erzeugen.